# Інфестація
Інфестація (англ. infestation) — стан вторгнення або укорінення шкідників чи паразитів. Цей термін також може стосуватися тих організмів, які живуть на поверхні або всередині хазяїна.
Зазвичай термін використовується для означення паразитарних захворювань, спричинених такими тваринами, як членистоногі (тобто кліщі, клопи та воші), за винятком захворювань, спричинених найпростішими, паразитичними грибами, бактеріями та вірусами, які належать до інфекційних хвороб.

## Види
Зараження можна класифікувати на зовнішні та внутрішні залежно від розташування паразитів щодо хазяїна. Зовнішнє або ектопаразитарне зараження — це зараження, при якому організми живуть переважно на поверхні хазяїна, як-от кліщі, воші та постільні клопи. Внутрішнє або ендопаразитарне зараження — це зараження, при якому організми живуть усередині хазяїна, як-от гельмінти, хоча при церкаріозному дерматиті відбувається ураження шкіри.

Інфестації поширені в тропічних і субтропічних регіонах по всьому світу. Спорадично виникають також у помірних зонах. Вони можуть бути в будь-якому географічному місці, де шкіра стикається з ґрунтом, забрудненим фекаліями тварин, наприклад на пляжах, пісочниках, місцях під будинками та будівельних майданчиках. Інфестації також можуть відбуватися через рушники або одяг, які контактували із ґрунтом під час висихання.
Комахи не тільки спричинюють у людини шкірні прояви, але й через укуси здатні передати деякі трансмісивні хвороби, що може бути використано як у ентомологічній, так і у біологічній зброї.
До зовнішніх інфестацій належить короста. Збудник корости — кліщ Sarcoptes scabiei, який паразитує у верхніх шарах шкіри, уражає тільки людину. Ходи в шкірі хворого прокладають запліднені самиці та їхні личинки — німфи. Личинки виходять із ходів і занурюються у волосяні фолікули та під лусочки рогового шару епідермісу. Період розвитку кліща від личинки до дорослої особини відповідає появі на шкірі хворого дрібних фолікулярних папул, поодиноких везикул, ледь помітних ходів. У день запліднена самиця перебуває в ходах у спокої, а ввечері, переважно між 18 і 21-ю годинами, прогризає нові ходи. Таким чином, посилення свербіння ввечері та вночі пояснюють добовим біоритмом життєдіяльності кліща. За межами організму людини коростяний кліщ живе 3-5 діб, цим пояснюють рідкість непрямого способу зараження. Кліщ гине за температури вище 50 °C, тому кип'ятіння білизни чи прасування її гарячою праскою вбиває його. Кліщі та їхні личинки практично відразу гинуть за температури нижче 0 °C, це можна використати в зимовий період для дезінфекції речей, виставивши їх на холод. Джерелом зараження є хвора на коросту людина. Основний механізм передачі — контактний. Шлях поширення хвороби — побутовий. Зараження може відбутися у разі безпосереднього контакту з хворою людиною (сон у спільному ліжку, під час статевих контактів тощо) або через речі, якими користувався хворий. Зараження відбувається переважно у разі потрапляння запліднених самиць на шкіру здорової людини. При цьому інкубаційний період хвороби є коротким, адже кліщі негайно починають прогризати ходи в роговому шарі епідермісу, що супроводжується свербінням. Заразитися можна також личинками, тоді клінічні прояви розвиваються приблизно за 2 тижні.
Педикульоз також належить до поширених зовнішніх інфестацій. Його породжують воші. Окрім безпосередньо інфестації платтяні воші здатні переносити епідемічний висипний тиф та епідемічний поворотний тиф. За місцем паразитування вошей виділяють платтяний, головний і лобковий педикульоз. Головним проявом хвороби є свербіння шкіри у місцях укусів.  
Інфестативні зовнішні ураження здійснюють клопи-кровососи. Постільні клопи є синантропними комахами. Вони паразитують на людині, не можуть існувати поза людським житлом. Клопи живуть у затишних, темних і важкодоступних місцях поруч із ліжком, де спить людина. Живиться кров'ю. Класичним слідом цього є доріжка з декількох послідовних проколів. Частіше ж укус клопа мало відрізняється від укусу будь-якої іншої кровоссальної комахи. Виникає запалена припухлість рожевого або червоного відтінку з яскраво вираженим місцем проколу шкіри всередині.